# Papp Endre (színművész)
Papp Endre (Debrecen, 1993. március 10. –) magyar színész, fenntarthatósági szakember.

## Életút
2007-től 2012-ig a debreceni Ady Endre Gimnázium dráma tagozatának tanulója. 2012-ben felvételt nyert a Színház- és Filmművészeti Egyetemre Máté Gábor és Dömötör András osztályába. Első gyakorlati évét a budapesti Katona József Színházban töltötte, végzősként Pécsen, Dunaújvárosban és Budaörsön is dolgozott, 2017-ben diplomázott. A 2017-2021 között a Miskolci Nemzeti Színház társulatának művésze volt.
2016-ban Gólyakalifa c. előadás-tervével megnyerte a FÜGE-TITÁNium-Mentor Program pályázatát, majd az elkészült előadással a Titán-díjat is. Az előadás 6 évadon keresztül volt a JurányiHáz műsorán.  
Az egyetemi évek alatt kezdett el érdeklődni a filmkészítés iránt, 2015-ben készült el első kisjátékfilm rendezése A Pisztrángötös címmel, majd 2016-ban az Intermezzo, amely 2017-ben több nemzetközi filmfesztiválon is versenyzett Ázsiában, és Dél-Amerikában. 2017 óta analóg portréfotózással is foglalkozik.
2019 augusztusa óta a Jövő Nézőiért – Zöld Színház Projekt ötletgazdája és vezetője.
2022 óta Bécsben él.

## Színház

### Színházi szerepei
- Dés-Nemes-Böhm-Korcsmáros: Valahol Európában – Ficsúr (Csokonai Színház, 2009), r.: Horváth Patrícia
- Madách: Az ember tragédiája – Szereplő (Szegedi Szabadtéri Színház, 2011), r.: Vidnyánszky Attila
- Kovács-Mátyássy-Vecsei-Radnai: A brémai muzsikusok – Grünwald (Ódry Színpad, 2014), r.: Kocsis Gergely
- Sarkadi I.: Oszlopos Simeon – Férj (Katona József Színház, 2015), r.: Gothár Péter
- A. P. Csehov: Sirály – Dorn (Ódry Színpad, 2015), r.: Zsótér Sándor
- Borbély Sz.: Az Olaszliszkai – Tettes II. (Katona József Színház, 2015), r.: Máté Gábor
- A. P. Csehov: Sirály – Misha (Katona József Színház, 2015), r.: Ascher Tamás
- Zuckmayer: A köpenicki kapitány – Schlettow, Börtönigazgató (Ódry Színpad, 2016), r.: Szilágyi Bálint
- Shakespeare-Laboda K.: SZFEntivánéji álom – Demetrius (Ódry Színpad, 2016), r.: Dömötör András
- Móricz-Lökös: A Nyilas Mihály-affér – Nagy úr (Ódry Színpad, 2016), r.: Máté Gábor
- Collodi-Litvai: Pinokkió – Pillangó, Kanóc (Budaörsi Latinovits Színház, 2016), r.: Lukáts Andor
- Czutor-Kocsis-Lökös: A válogatás – Szabó Ferenc (Ódry Színpad, 2016), r.: Kocsis Gergely
- Somogyi-Eisemann-Zágon-Marton-Radnóti:Fekete Péter – Pierre LeNoir (Pécsi Nemzeti Színház, 2016), r.: Méhes László
- Kiss Csaba: A kaméliás hölgy – Armand Duvall (Bartók Kamaraszínház, 2016), r.: Király Attila
- Horváth-Olasz: Férfiak, nők, és férfiak – Tamás, Apa, Tamara, Virág (Ódry Színpad, 2016), r.: Keszég László
- Márkus-Vizéz-Vadnai-Böhm-Nemlaha: Meseautó – Péterffy Tamás (Pécsi Nemzeti Színház,2017), r.: Böhm György
- Lermontov: Álarcosbál – Kazarin (Budaörsi Latinovits Színház, 2017), r.: Pelsőczy Réka
- Molnár Ferenc: Liliom – Hugó (Kaszásdűlői Kulturális Központ, 2017), r.: Dicső Dániel
- Dessau-Brecht: A kaukázusi krétakör – Őrvezető, Juszup, Nagyherceg, Unokaöcs,(Miskolci Nemzeti Színház, 2017), r.: Szőcs Artúr
- Shakespeare – Rusznyák: "Ahogytetszik" – Olivér (Miskolci Nemzeti Színház, 2017), r.: Rusznyák Gábor
- Neil Simon: Furcsa pár – Vinnie (Miskolci Nemzeti Színház, 2017), r.: Béres Attila
- Babits-Barcsai: Gólyakalifa – /monodráma/ (Füge-TITÁNium-Miskolci Nemzeti Színház, 2018), r.: Barcsai Bálint, Tárnok Márk
- Kander-Ebb-Masteroff-Van Druten-Mohácsi testvérek: Kabaré – Wolfgang Diebner, Pincér (Miskolci Nemzeti Színház, 2018), r.: Mohácsi János
- Kálmán I.-Brammer-Grünwald: Cirkuszhercegnő – Herczeg Tóni (Szabad Tér Színház-Miskolci Nemzeti Színház-Nemzeti Cirkusz, 2018), r.: Szabó Máté
- Dessau-Brecht: Jóembert keresünk – II. Isten (Miskolci Nemzeti Színház, 2018), r.: Béres Attila
- Eldridge: Ünnep – Helmut (Miskolci Nemzeti Színház, 2019), r.: Szabó Máté
- Shakespeare-Mohácsi testvérek: A velencei kalmár – Bassanio (Miskolci Nemzeti Színház, 2019), r.: Mohácsi János
- Lehár-Békeffi-Keller: Luxemburg grófja – Pavlov (Miskolci Nemzeti Színház, 2019), r.: Rusznyák Gábor
- E. Albee: Nem félünk a farkastól – Nick (Miskolci Nemzeti Színház, 2019), r.: Székely Kriszta
- A.T. Jensen: Adam almái – Holger (Miskolci Nemzeti Színház, 2019), r. Szabó Máté
- Dosztojevszkij: Ördögök – Sigaljov (Miskolci Nemzeti Színház, 2020), r. Béres Attila
- Lee Hall: Szerelmes Shakespeare – Ralph (Miskolci Nemzeti Színház, 2020), r.: Szabó Máté
- Ábrahám P.: Bál a Savoyban – Jacob Wilson (Miskolci Nemzeti Színház, 2020), r.: Szőcs Artúr
- Shakespeare-Rusznyák: Szentivánéji Á – Endi, Oroszlán (Miskolci Nemzeti Színház, 2020), r.: Rusznyák Gábor
- Mel Brooks-Thomas Meehan: Producerek – Roger De Bris / (Miskolci Nemzeti Színház, 2021), r. Béres Attila

## Film

### Filmszerepei
- Fapad, diák, r.: Zomborácz Virág (filmsorozat, 2014)
- A nagy dobás, Tamás, r.: Borsos Miklós (kisjátékfilm, 2018)
- A mi kis falunk, Kolbász, r.: Kapitány Iván (filmsorozat, 2019)
- Ízig vérig, Gergő, r. Szilágyi Fanni (filmsorozat, 2019)

### Filmrendezései
- A Pisztrángötös (kisjátékfilm 2015)
- Intermezzo (kisjátékfilm, 2016)
- SZFE Karácsony (klip, 2016)
- Virradat (kisjátékfilm, 2018)
- Erzsébetvárosi Irodalmi Ösztöndíj portrésorozat (riportsorozat,2021)

## Szinkron
- Crack – Billy Lynn hosszú, félidei sétája, 2016
- John – Nagyvárosi történet, 2016

## Díjai, kitüntetései
- Kazinczy-különdíj, 2012
- Vodafone-művész ösztöndíj, 2017
- Titán-díj, 2018